# Cantonul Villers-Bocage (Calvados)
Cantonul Villers-Bocage (Calvados) este un canton din arondismentul Caen, departamentul Calvados, regiunea Basse-Normandie, Franța.

## Comune
| Comune                  | Populație (1999) | Cod poștal | Cod INSEE |
| ----------------------- | ---------------- | ---------- | --------- |
| Amayé-sur-Seulles       | ...              | 14310      | 14007     |
| Banneville-sur-Ajon     | ...              | 14260      | 14037     |
| Bonnemaison             | ...              | 14260      | 14084     |
| Campandré-Valcongrain   | ...              | 14260      | 14128     |
| Courvaudon              | ...              | 14260      | 14195     |
| Épinay-sur-Odon         | ...              | 14310      | 14241     |
| Landes-sur-Ajon         | ...              | 14310      | 14353     |
| Le Locheur              | ...              | 14210      | 14373     |
| Longvillers             | ...              | 14310      | 14379     |
| Maisoncelles-Pelvey     | ...              | 14310      | 14389     |
| Maisoncelles-sur-Ajon   | ...              | 14210      | 14390     |
| Le Mesnil-au-Grain      | ...              | 14260      | 14412     |
| Missy                   | ...              | 14210      | 14432     |
| Monts-en-Bessin         | ...              | 14310      | 14449     |
| Noyers-Bocage           | ...              | 14210      | 14475     |
| Parfouru-sur-Odon       | ...              | 14310      | 14491     |
| Saint-Agnan-le-Malherbe | ...              | 14260      | 14553     |
| Saint-Louet-sur-Seulles | ...              | 14310      | 14607     |
| Tournay-sur-Odon        | ...              | 14310      | 14702     |
| Tracy-Bocage            | ...              | 14310      | 14708     |
| Villers-Bocage          | ...              | 14310      | 14752     |
| Villy-Bocage            | ...              | 14310      | 14760     |